# ب‌ام‌و زد۴ (جی۲۹)
ب‌ام‌و زد۴ (جی۲۹) یک رودستر دو در است که توسط خودروساز آلمانی، ب‌ام‌و تولید می‌شود. این خودرو در سال ۲۰۱۸ به عنوان جانشین زد۴ ئی۸۹ معرفی شد. این خودرو پنجمین مدل از ب‌ام‌و زد است و در آن به‌جای سقف فلزی مدل قبل، از سقف پارچه‌ای استفاده شده‌است.

## توسعه و عرضه

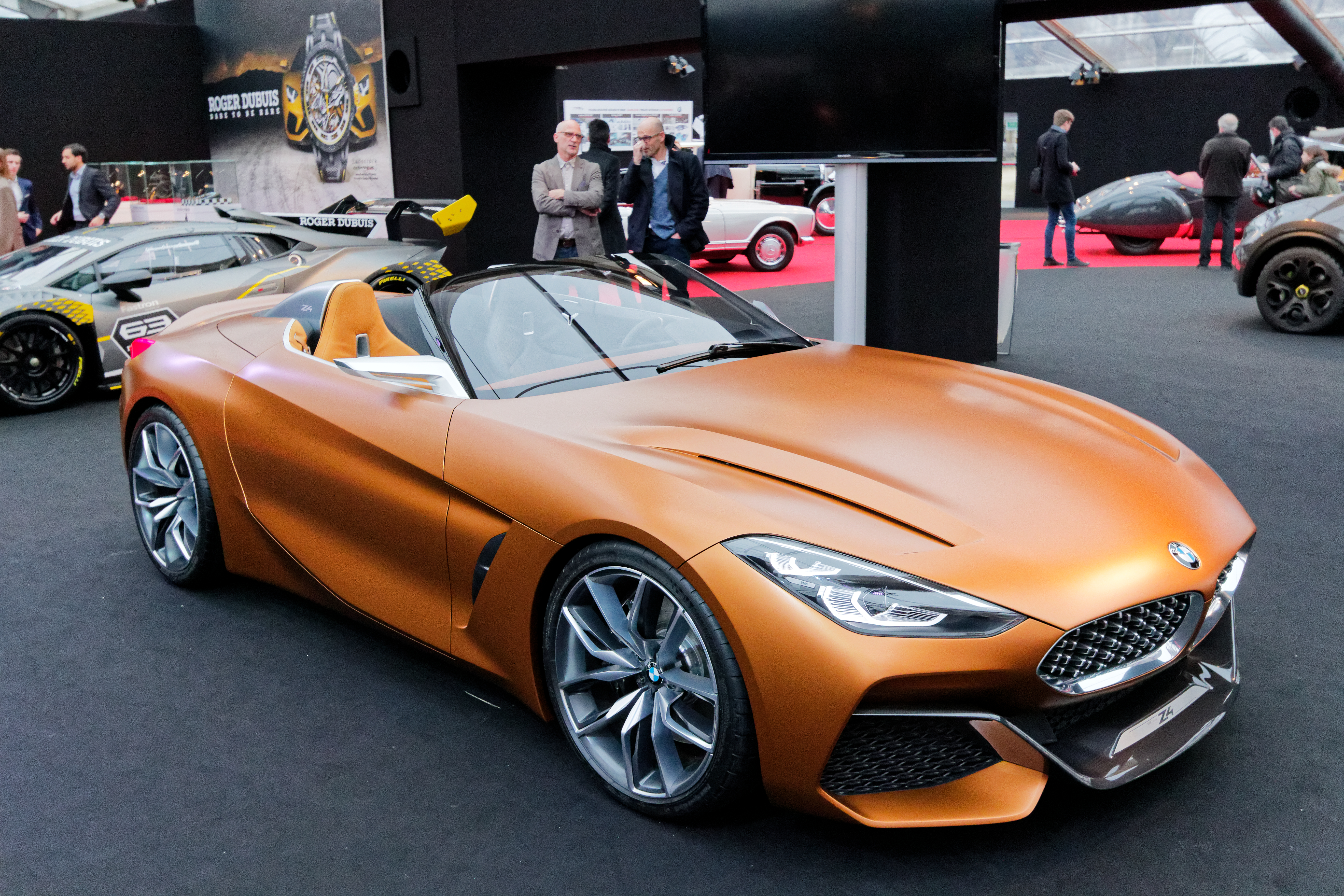
زد۴ مفهومی

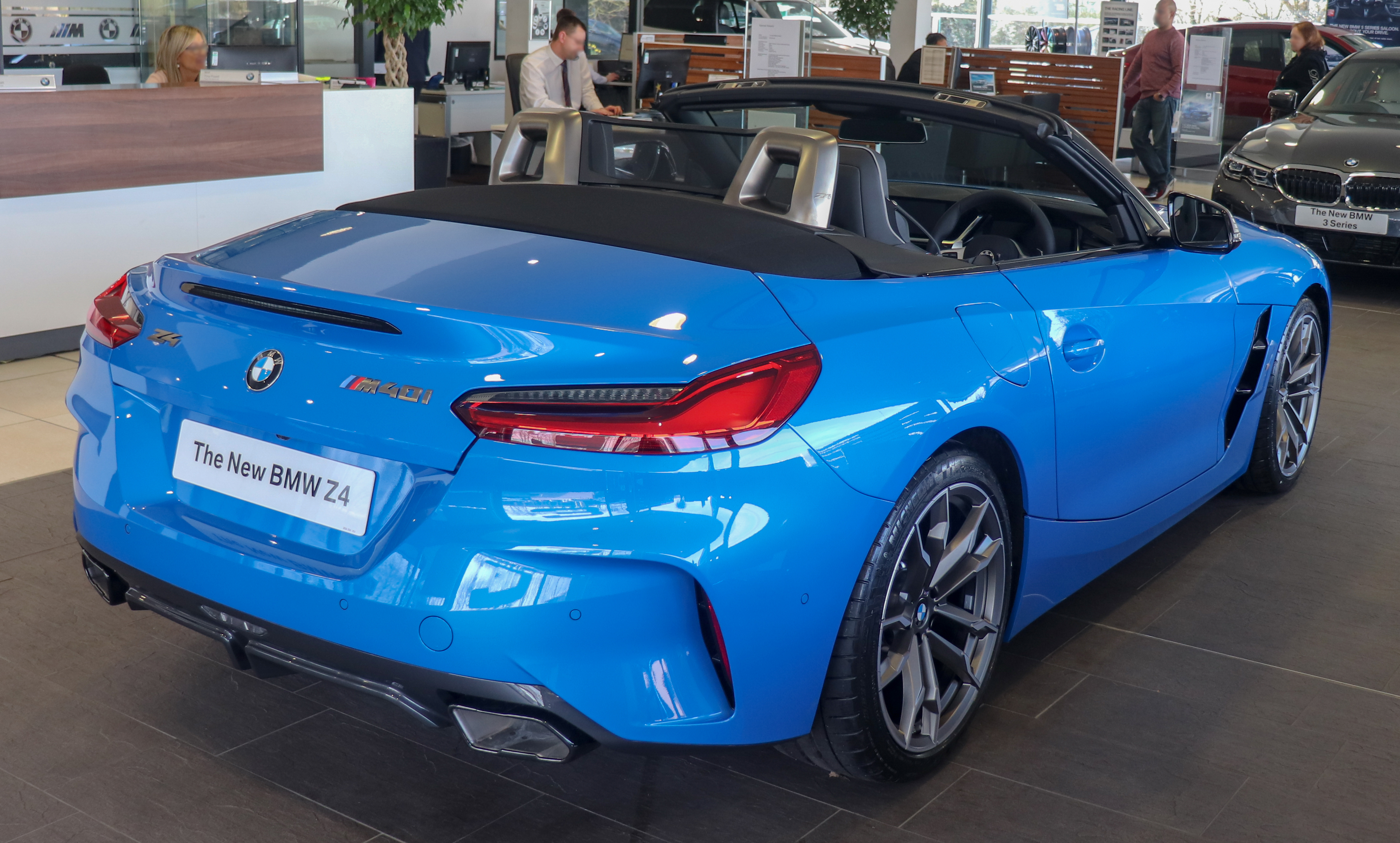
نمای عقب (نسخهٔ تولیدی)

زد۴ جی۲۹ در ۲۳ اوت ۲۰۱۸ در پبل بیچ کانکورز دلیگانس معرفی شد.
این خودرو توسط کلوین لوک متولد استرالیا طراحی شده و براساس زد۴ مفهومی است که یک سال قبل از آن رونمایی شده‌است و به دلیل همکاری ب‌ام‌و و تویوتا در کنار نسل پنجم تویوتا سوپرا توسعه یافته‌است. در طراحی این خودرو از ب‌ام‌و زد۸ الهام گرفته شده‌است. زد۴ مبتنی بر پلتفرم سی‌ال‌ای‌آر است که در بیشتر خودروهای کنونی ب‌ام‌و به‌کار رفته و دارای توزیع وزن ۵۰:۵۰ با صرفه جویی در وزن تا ۵۰ کیلوگرم (۱۱۰ پوند) در مقایسه با سلف خود است. سقف قابل تبدیل با روکش نرم به‌جای سقف فلزی جمع شوندهٔ نسل قبل، روی زد۴ جی۲۹ به‌کار رفته‌است. این سقف را می‌توان در عرض ۱۰ ثانیه و تا سرعت ۵۰ کیلومتر بر ساعت (۳۱ مایل بر ساعت) بالا و پایین کرد صندوق عقب ۵۰٪ بزرگتر از مدل قبلی خود است و ظرفیت ۲۸۱ لیتر (۹٫۹ فوت مکعب) را دارد. این خودرو از سیستم تعلیق عقب مولتی-لینک استفاده می‌کند.
معرفی رسمی زد۴ جی۲۹ در اکتبر و در نمایشگاه اتومبیل پاریس ۲۰۱۸ انجام شد. فروش این خودرو از مارس ۲۰۱۹ آغاز شد.

## تجهیزات

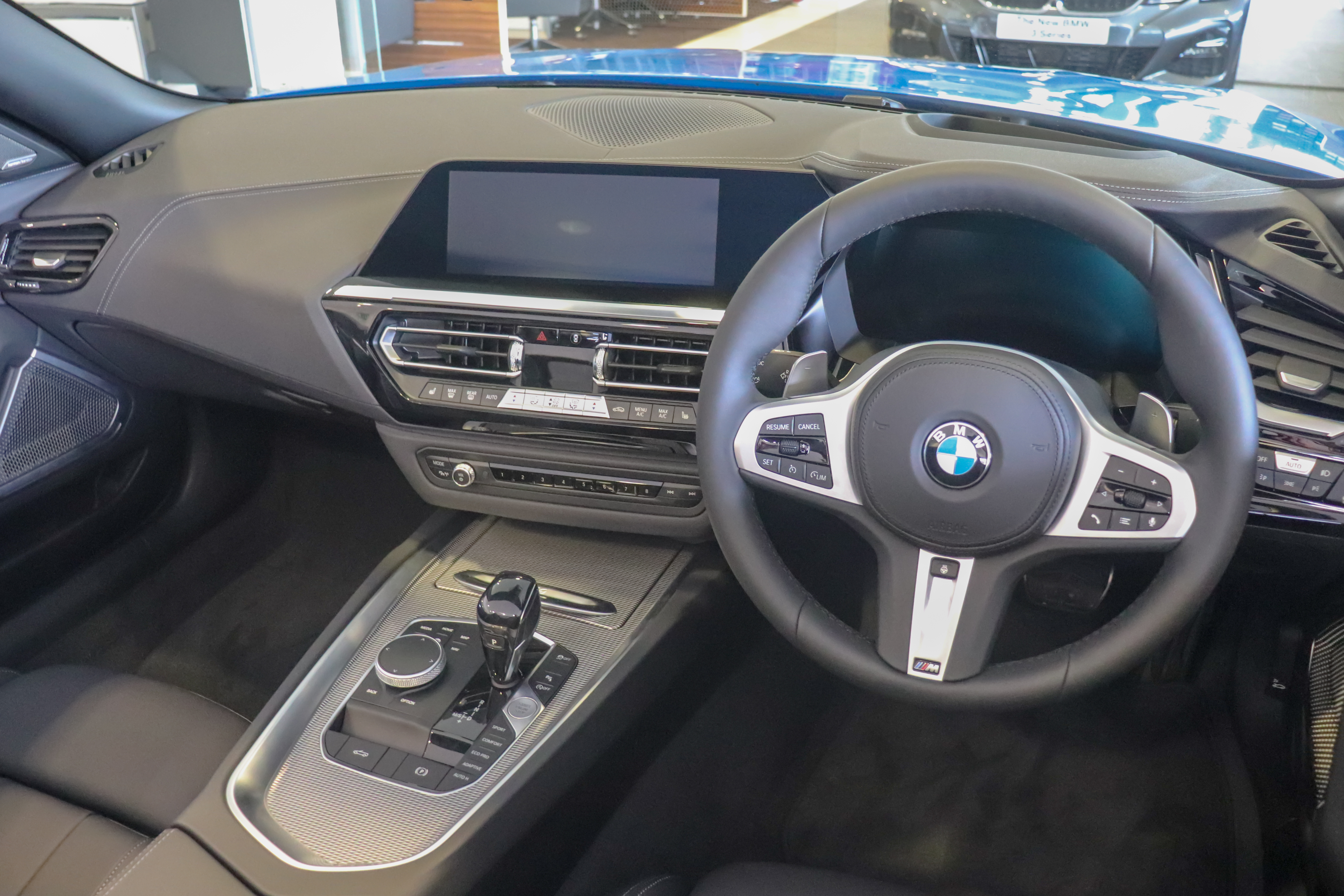
نمای داخلی

مدل‌های اس‌درایو در پکیج‌های اسپرت لاین و ام اسپورت موجود هستند. سیستم‌های کمک رانندهٔ موجود در این خودرو شامل کروز کنترل، هشدار نقطهٔ کور، دستیار پارک و سیستم جلوگیری از برخورد با مداخله ترمز است.
زد۴ با نمایشگر ۱۰٫۲۵ اینچی با آی‌درایو ۷٫۰ ارائه می‌شود. این خودرو با خدمات BMW ConnectedDrive در دسترس است که امکان به روزرسانی از طریق هوا برای نقشه‌های ناوبری و سیستم عامل را فراهم می‌کند. ویژگی کلید دیجیتال به شما امکان می‌دهد تا قفل ماشین باز شود و با تلفن هوشمند شروع به کار کند و دسترسی می‌تواند با افراد دیگر به اشتراک گذاشته شود. این خودرو همچنین با یک کیلومترشمار دیجیتال قابل تنظیم (به نام BMW Live Cockpit Professional) در دسترس است.

## مدل‌ها
نخستین مدل معرفی شده، ام۴۰آی فرست ادیشن بود که دارای رنگ‌های نارنجی یخ‌زده متالیک و چرم ورناسکا، ریم‌های آلیاژی ۱۹ اینچی، میراگرهای تطبیقی، سیستم صوتی فراگیر هارمن کاردن و یک نمایشگر سربالا است.
سری زد۴ شامل مدل‌های اس‌درایو۲۰آی (که فقط در اروپا عرضه می‌شود)، اس‌درایو۳۰آی و مدل‌های برتر ام۴۰آی است. مدل‌های اس‌درایو از موتور ۲٫۰ لیتری بی۴۸ چهارسیلندر خطی بهره می‌برند در حالی که ام۴۰آی از موتور بی۵۸ شش سیلندر خطی بهره می‌برد. تمامی موتورها با توربوشارژر ارائه می‌شوند و با جعبه‌دندهٔ ۸ سرعتهٔ خودکار جفت می‌شوند. از ژوئیه ۲۰۱۹ یک جعبه‌دنده دستی ۶ سرعته فقط برای اس‌درایو۲۰آی در دسترس قرار گرفت.
| مدل                   | سال‌ها | موتور                             | قدرت                                                   | گشتاور                                                   | ۰—۱۰۰ کیلومتر در ساعت |
| --------------------- | ----- | --------------------------------- | ------------------------------------------------------ | -------------------------------------------------------- | --------------------- |
| اس‌درایو۲۰آی           | ۲۰۱۹– | بی۴۸بی۲۰ ۲٫۰ لیتری آی۴ توربوشارژر | ۱۴۵ کیلووات (۱۹۴ اسب بخار) در ۴٬۵۰۰–۶٬۵۰۰ دور در دقیقه | ۳۲۰ نیوتن متر (۲۳۶ پوند-فوت) در ۱٬۴۵۰–۴٬۲۰۰ دور در دقیقه | ۶٫۶ ثانیه             |
| اس‌درایو۳۰آی           | ۲۰۱۹– | بی۴۸بی۲۰ ۲٫۰ لیتری آی۴ توربوشارژر | ۱۹۰ کیلووات (۲۵۵ اسب بخار) در ۵٬۵۰۰–۶٬۵۰۰ دور در دقیقه | ۴۰۰ نیوتن متر (۲۹۵ پوند-فوت) در ۱٬۵۵۰–۴٬۴۰۰ دور در دقیقه | ۵٫۴ ثانیه             |
| ام۴۰آی                | ۲۰۱۹– | بی۵۸بی۳۰ ۳٫۰ لیتری آی۶ توربوشارژر | ۲۵۰ کیلووات (۳۳۵ اسب بخار) در ۵٬۰۰۰–۶٬۵۰۰ دور در دقیقه | ۵۰۰ نیوتن متر (۳۶۹ پوند-فوت) در ۱٬۶۰۰–۴٬۵۰۰ دور در دقیقه | ۴٫۶ ثانیه             |
| ام۴۰آی (ایالات متحده) | ۲۰۱۹– | بی۵۸بی۳۰ ۳٫۰ لیتری آی۶ توربوشارژر | ۲۸۵ کیلووات (۳۸۲ اسب بخار) در ۵٬۵۰۰–۶٬۵۰۰ دور در دقیقه | ۵۰۰ نیوتن متر (۳۶۹ پوند-فوت) در ۱٬۶۰۰–۴٬۵۰۰ دور در دقیقه | ۴٫۲ ثانیه             |

## ایمنی
زد۴ ۲۰۱۹ در آزمون یورو ان‌سی‌ای‌پی پنج ستاره دریافت کرد.
| نتایج آزمون یورو ان‌سی‌ای‌پی   | نتایج آزمون یورو ان‌سی‌ای‌پی | نتایج آزمون یورو ان‌سی‌ای‌پی |
| --------------------------- | ------------------------- | ------------------------- |
| ب‌ام‌و زد۴ اس‌درایو۳۰آی (۲۰۱۹) |                           |                           |
| آزمون                       | امتیاز                    | %                         |
| کل:                         | 5/5 ستاره                 | 5/5 ستاره                 |
| سرنشین بالغ:                | ۳۷٫۲                      | ۹۷%                       |
| سرنشین کودک:                | ۴۳                        | ۸۷%                       |
| عابر پیاده:                 | ۴۴٫۱                      | ۹۱%                       |
| کمک ایمنی:                  | ۱۰                        | ۷۶%                       |

## جوایز
- جایزهٔ "The Sideways Is Best Award" جی‌کیو در سال ۲۰۱۹[۲۱]